# Pelmo
El Pelmo és un cim dels Alps, de 3.168 m d'altitud, a les Dolomites de Cortina d'Ampezzo, a Itàlia (Vèneto). Forma part del lloc classificat en el Patrimoni de la Humanitat anomenat Les Dolomites.

## Situació
El Pelmo domina la vall del Boite a l'est i la vall di Zoldo així com la vall Fiorentina, separats pel passo Staulanza, a l'oest. Domina el poble de Fornesighe (1.010 m), conegut per a les seves cases típiques de fusta, i el seu carnaval (La Gagna) on els participants porten disfresses i màscares de fusta acolorides.

## Muntanyisme

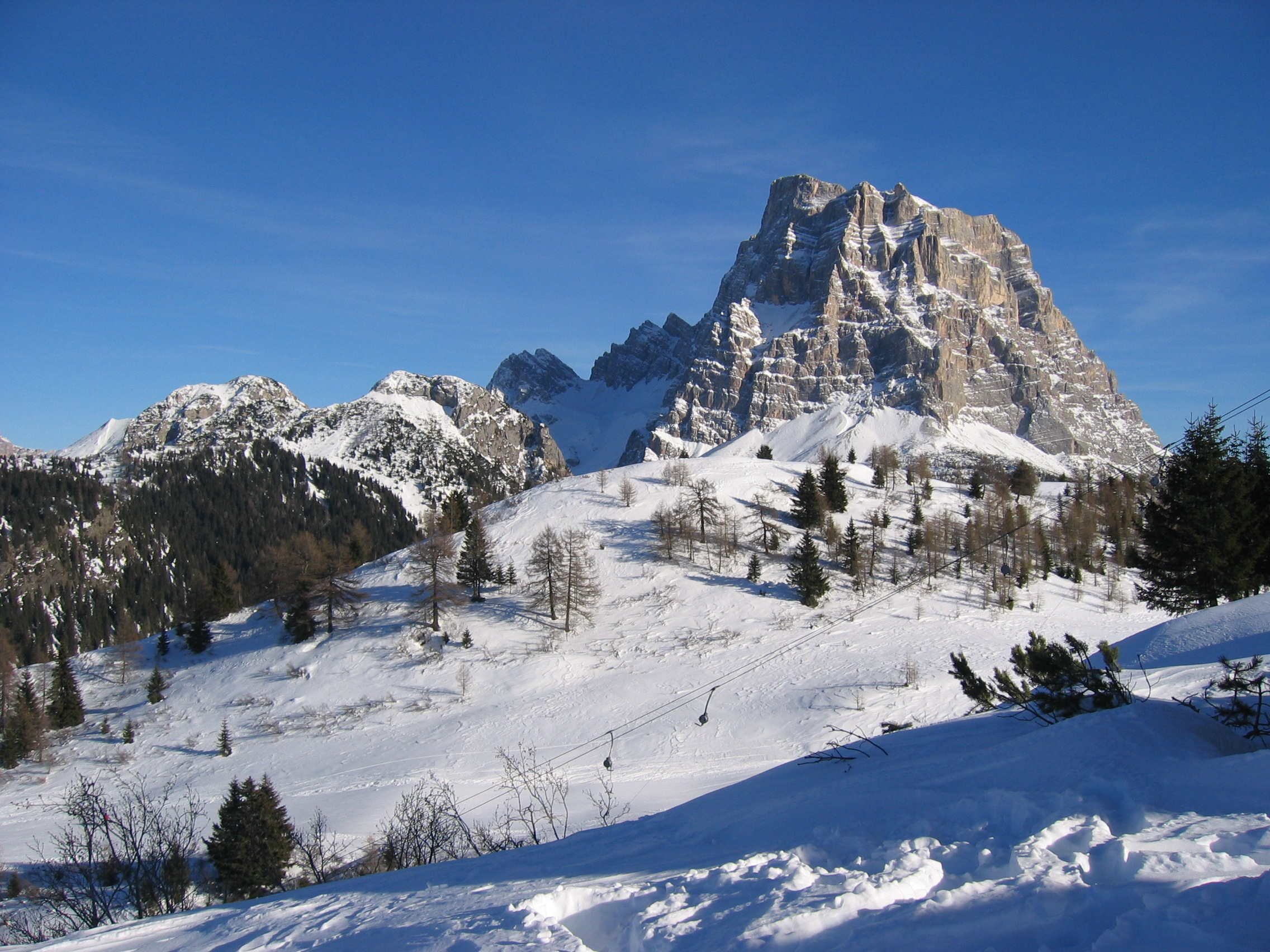
El Pelmo

La primera ascensió del Pelmo va ser realitzada el 19 de setembre de 1857 pel naturalista irlandès John Ball, primer president de l'Alpine Club fundat el mateix any - un caçador d'isards de Valle di Cadore li havia mostrat l'accés per una gir ocult que portava a l'altiplà superior, va arribar sol a la cimera. És el primer cim important de les Dolomites a ser escalat.
- 1927 - Ascensió de la cara nord per Roland Rossi i Felix Simon.
- 1973 - Ascensió de la cara nord-oest per Reinhold Messner